# Michael Weise
Michael Weise (* 15. Januar 1889 in Grafentraubach als Michael Poll; † 24. April 1969 bei Patersdorf) war ein deutscher Orgelbauer und Politiker (CSU).

## Leben
Weise war ein Adoptivsohn des Orgelbauers Ignaz Weise und lebte in Plattling. Bei ihm sowie bei E. F.  Walcker & Cie in Ludwigsburg erlernte er das Orgelbauerhandwerk. 1919 übernahm er den Betrieb von seinem Adoptivvater. 1969 kam er bei einem Verkehrsunfall ums Leben. Der Betrieb wurde daraufhin zunächst von seiner Ehefrau Lotte Frater-Weise und ab 1972 von seinem Sohn Reinhard Weise weitergeführt.
1945 wurde Weise zum Bürgermeister von Plattling ernannt, dieses Amt bekleidete er bis 1948. Daneben war er auch stellvertretender Landrat des Landkreises Deggendorf. 1946 gehörte er der Verfassunggebenden Landesversammlung an.

## Ehrungen
- 1964: Ehrenbürger von Plattling